# Jüdische Gemeinde Deidesheim
Die jüdische Gemeinde  (Kehillah) im rheinland-pfälzischen Deidesheim bestand – mit Unterbrechungen – vom späten Mittelalter bis zur Zeit des Nationalsozialismus. Zeugnisse von ihrer langen Geschichte sind heute noch die ehemalige Synagoge und der jüdische Friedhof.

## Geschichte

### Vom Mittelalter bis zum Ende der Weimarer Republik

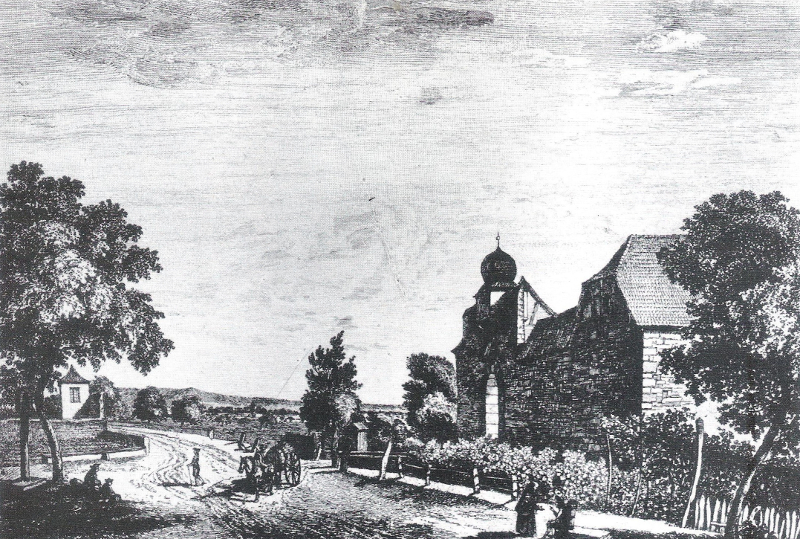
Das mittlerweile abgerissene nördliche Tor der Deidesheimer Stadtbefestigung wurde im Mittelalter auch als „Judenpforte“ bezeichnet.

Zum ersten Mal erwähnt wurden Juden in Deidesheim im Jahr 1302. Die jüdische Gemeinde damals war relativ groß und wohlhabend, wenn man Höhe der Reichssteuer als Indikator nimmt, die sie entrichtet hat. Bei den „Pestpogromen“, vermutlich im Frühjahr nach dem 1. April 1349, wurde die jüdische Gemeinde in Deidesheim ausgelöscht. Der Speyerer Bischof Gerhard von Ehrenberg schenkte die damalige Synagoge der Vikarie des Martinsaltars in der Krypta des Stifts St. Guido in Speyer. Es ist unklar, wann danach wieder eine jüdische Gemeinde in Deidesheim entstanden ist. Zwar wurde in einer Auflistung der Feuerwaffen Deidesheims im Jahr 1472 das nördliche Stadttor als „Judenpforte“ bezeichnet und in einem nicht datierten Weistum, das wohl zwischen 1360 und 1395 geschrieben wurde, ein „Judenbrunnen“ genannt, der sich vermutlich auf dem Gelände der damaligen Synagoge am Deidesheimer Marktplatz befand; ferner wurde 1532 eine Judenschule erwähnt und der nördliche Teil der heutigen Weinstraße in Deidesheim hieß noch bis ins 18. Jahrhundert „Judengasse“ – all diese Namen könnten jedoch auch aus der Zeit vor 1349 stammen und lassen nicht mit Sicherheit Rückschlüsse auf die Existenz einer jüdischen Gemeinde in diesem Zeitabschnitt zu. Erst im 17. Jahrhundert gab es wieder einen gesicherten Nachweis darauf.
Im Jahr 1686 gab es 40 und im Jahr 1787 21 Juden in Deidesheim, das in diesem Jahr insgesamt 1297 Einwohner hatte. Zur Mitte des 19. Jahrhunderts erreichte die Zahl der Mitglieder der jüdischen Gemeinde mit 95 ihren Höhepunkt; damals, 1852, wurde auch die neue Synagoge in der heutigen Bahnhofstraße gebaut. Danach ging die Zahl der Juden in Deidesheim wieder zurück, wie auch die Deidesheimer Gesamtbevölkerung zu jener Zeit, infolge von Abwanderung in Industrieorte und Auswanderung in andere Länder. 1927 gab es noch zwölf Juden in Deidesheim und 1934 noch elf. Max Reinach und Oswald Feis, beide Spitzenkandidaten der örtlichen politischen Zusammenschlüsse „Unparteiische Angestellten- und Arbeiterliste“ bzw. der „Bürgerliste“, hatten zum Ende der Weimarer Republik einen Sitz im Stadtrat, den sie nach der Machtergreifung der Nationalsozialisten jedoch abgeben mussten.

### Zeit des Nationalsozialismus

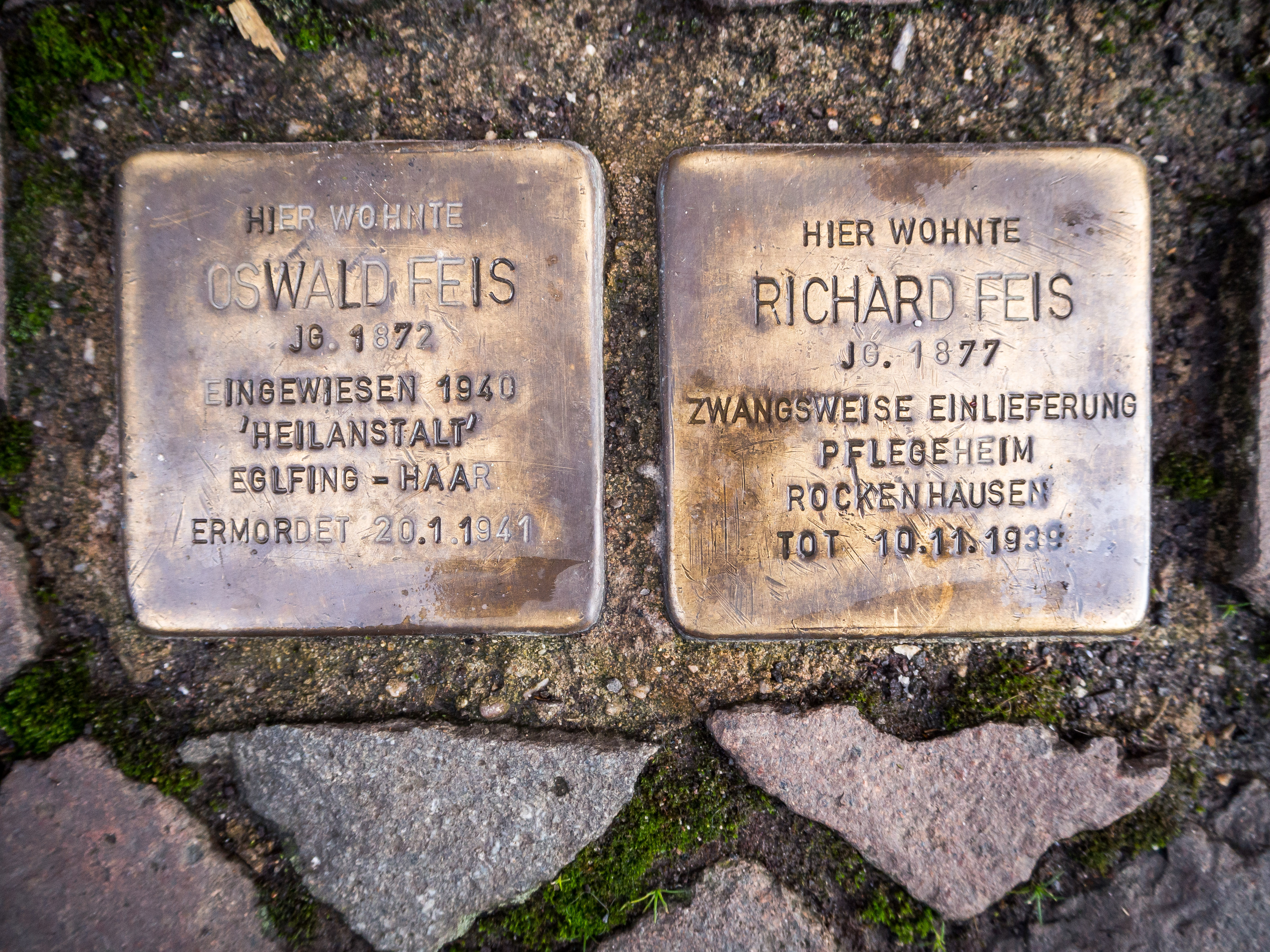
Stolpersteine am Marktplatz Deidesheims erinnern an die Brüder Oswald und Richard Feis

Am 10. November 1938 wurden bei den Novemberpogromen zunächst die Häuser die beiden noch in Deidesheim ansässigen jüdischen Familien verwüstet und am Abend desselben Tages auch der jüdische Friedhof. Die Synagoge blieb dagegen verschont, da sie bereits am 17. Dezember 1936 verkauft worden war. Die fünf zu diesem Zeitpunkt noch in Deidesheim lebenden Juden, die Brüder Oswald und Richard Feis, sowie Fanny und Adolf Reinach und deren Sohn Max, wurden zum Amtsgericht Bad Dürkheim gebracht, wo sie die Nacht verbringen mussten. Die vier erstgenannten konnten am Folgetag wieder nach Deidesheim zurückkehren, Max Reinach dagegen wurde zusammen mit weiteren Juden ins KZ Dachau gebracht; er kam erst am 15. Dezember 1938 wieder nach Deidesheim zurück.
Richard Feis zog am 30. März 1939 zunächst in ein Altenheim nach Frankenthal, dann in ein Altenheim in Rockenhausen. Dort starb er am 10. November dieses Jahres. Auch sein Bruder Oswald war zunächst im Altenheim Frankenthals, wurde von dort aus allerdings, wie viele andere pflegebedürftigen Juden in Bayern, in die Heil- und Pflegeanstalt Eglfing-Haar gebracht. Er wurde dann zusammen mit anderen dort untergebrachten Personen am 20. September 1940 von SS-Leuten abgeholt. Angeblich sollten diese in der – in Wirklichkeit nicht existierenden – Reichsanstalt Cholm bei Lublin untergebracht werden, tatsächlich wurden sie aber deportiert und ermordet, möglicherweise in der Tötungsanstalt Hartheim. Das offizielle Todesdatum des Oswald Feis ist laut Einwohwohnermeldekarte der 21. Januar 1941, was aber vermutlich nicht stimmt; er wurde wohl gleich nach seiner Deportation umgebracht.
Fanny, Adolf und Max Reinach wurden bei der Wagner-Bürckel-Aktion am 22. Oktober 1940 in das Internierungslager Gurs in Südfrankreich deportiert. Adolf Reinach verstarb dort am 26. Juli 1942. Max Reinach wurde am 21. August desselben Jahres von Gurs zunächst ins Sammellager Drancy bei Paris, später dann ins KZ Auschwitz-Birkenau gebracht. Als sein offizielles Todesdatum ist der 8. Mai 1945 genannt. Die einzige Überlebende der 1938 noch in Deidesheim lebenden Juden war Fanny Reinach. Sie wurde aus dem Lager in Gurs noch in zwei andere Lager verlegt.
Zur Erinnerung an diese fünf Personen, sowie vier weitere, die nach der Machtergreifung der Nationalsozialisten in Deidesheim wohnten, die Stadt jedoch bereits vor den Novemberpogromen 1938 verlassen hatten, wurden Stolpersteine in Deidesheim verlegt.

### Nach dem Zweiten Weltkrieg
Fanny Reinach kehrte nach dem Krieg wieder nach Deidesheim zurück, krankheitsbedingt jedoch erst im Frühjahr 1949. Bei dem Gerichtsprozess im Jahre 1949, bei dem die Reichspogromnacht in Deidesheim aufgearbeitet wurde, waren 16 Personen wegen Verbrechens gegen die Menschlichkeit angeklagt. Fanny Reinach trat dabei als Nebenklägerin auf. Obwohl bei dem Prozess die Vorkommnisse in Deidesheim während des Dritten Reichs nochmals öffentlich aufgerollt wurden, und obwohl Fanny Reinach im Holocaust zwei Kinder und ihren Ehemann verloren hatte, und sie vor ihrer Deportation enteignet worden war, musste die 76-jährige lange um die Rückgabe ihres Eigentums streiten; in ihr früheres Haus etwa konnte sie erst zwei Jahre nach ihrer Rückkehr aus Frankreich wieder einziehen, da es „rechtlich einwandfrei“ verkauft worden sei. Hans-Jürgen Wünschel, der die Nachkriegsgeschichte Deidesheims dokumentiert hat, nannte sie in diesem Zusammenhang ein „Opfer deutschen Rechtsempfindens“.
Fanny Reinach, die letzte hier lebende Angehörige der jüdischen Gemeinde Deidesheims, verstarb am 13. Dezember 1960 im Deidesheimer Spital und wurde auf dem Friedhof in Neustadt an der Weinstraße beigesetzt.

### Stiftungen der Familie Feis

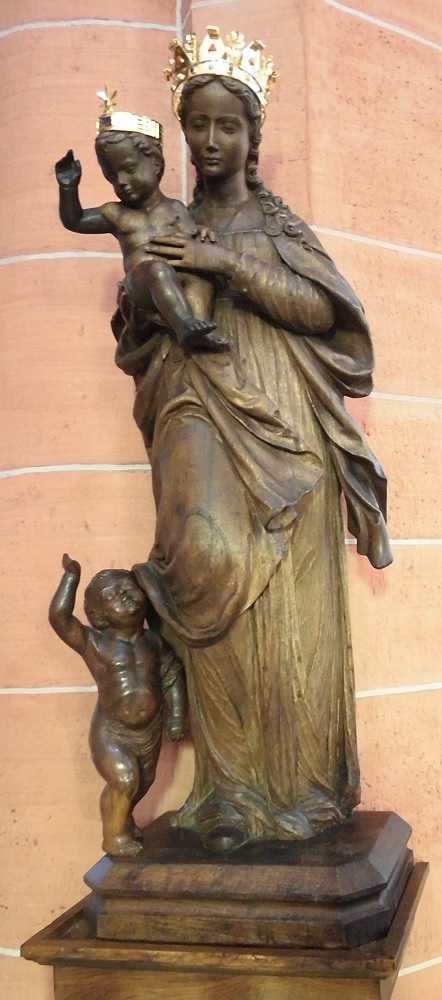
Die „Feissche Madonna“

Die in Deidesheim wohnhafte jüdische Familie Feis machte der katholischen Gemeinde zwei Geschenke, die deutlich machen, dass vor der Machtergreifung der Nationalsozialisten das Verhältnis zwischen den Katholiken Deidesheims und ihren jüdischen Mitbürgern ein gutes war. Laut einem Eintrag im Protokollbuch der Pfarrei vom 27. November 1900 hinterließ der in Deidesheim geborene und nach London emigrierte Jakob Feis der Pfarrei ein Ölgemälde (90 × 70 cm), das die Muttergottes darstellt. Dabei handelt es sich um eine „Murillo-Kopie“ aus dem 19. Jahrhundert, die auch in einer Zusammenstellung der Kulturdenkmäler im Landkreis Bad Dürkheim als zum Inventar der Pfarrkirche gehörend erwähnt wird. Die zweite Stiftung – von den Brüdern Richard und Oswald Feis initiiert, die ihren Vetter in Frankfurt zur Stiftung animiert hatten und den Transport nach Deidesheim organisierten – war eine fast lebensgroße Statue der Muttergottes. Die Schenkung wurde im Protokollbuch der Pfarrei am 19. November 1928 erwähnt. Die Statue stand zunächst im Pfarrhaus und wurde am 8. Dezember 1940, während des Zweiten Weltkriegs und der Judenverfolgung, feierlich in der bis auf den letzten Platz gefüllten Pfarrkirche aufgestellt. Sie steht heute vor dem Chor der Pfarrkirche.